# 雙軌距
雙軌距鐵路，為套軌的一種，是指同一條軌道提供兩個分開的軌距可供運行。一條混合軌距鐵路可提供多於兩個軌距，但有時也指雙軌距。
一個雙軌距鐵路通常有三條鐵軌，兩條「活動軌道」，兩個軌距各一條，以及一條「共用軌道」。然而有時軌距差異窄得少於鐵道宽度，無法使用共用軌道，有時需要變成四條鐵軌。這個配置不應與第三軌供電或護軌混淆。

## 理由
鐵路最重要的部分是鐵路軌距（鐵軌之間的距離）。鐵軌和車輪都必須以相同軌距建設，除非兩者可以在一般公差13毫米的差異以內，否則列車將跌出軌道或無法通過轉轍器。其中一個例子是芬蘭－俄羅斯：1970年代蘇聯將俄羅斯軌距由傳統的5英呎（1524毫米）重新定義為1520毫米，而芬蘭鐵路則繼續使用舊軌距。但沒有實際軌距工程進行而不需要轉軌，該定義只是改變公差計算方法，兩條鐵路維持與對方的公差。幾年後芬蘭也收緊了公差，卻沒有更改名義軌距。
不同軌距在公差以外相遇是將出現問題，即需要轉軌。要麼軌道容許不同軌距，要麼使用可變軌距列車，或乘客、貨物需要轉乘別的列車，也有可能需要抬起列車更換轉向架。
容許不同軌距共用同一走線將可降低成本並共用基建，如月台、橋樑和隧道等。
然而雙軌距也有一些問題。其中一項是轉轍器會更複雜，而會變得昂貴。同時也需要兩個不同軌距的列車同樣可以接收信號，而軌道電路和機器聯鎖則要透過共用鐵軌營運。同時共用鐵軌的磨損也比其他鐵軌嚴重。

## 例子
- 京濱急行電鐵逗子線：金澤八景站 - 神武寺站

## 图片

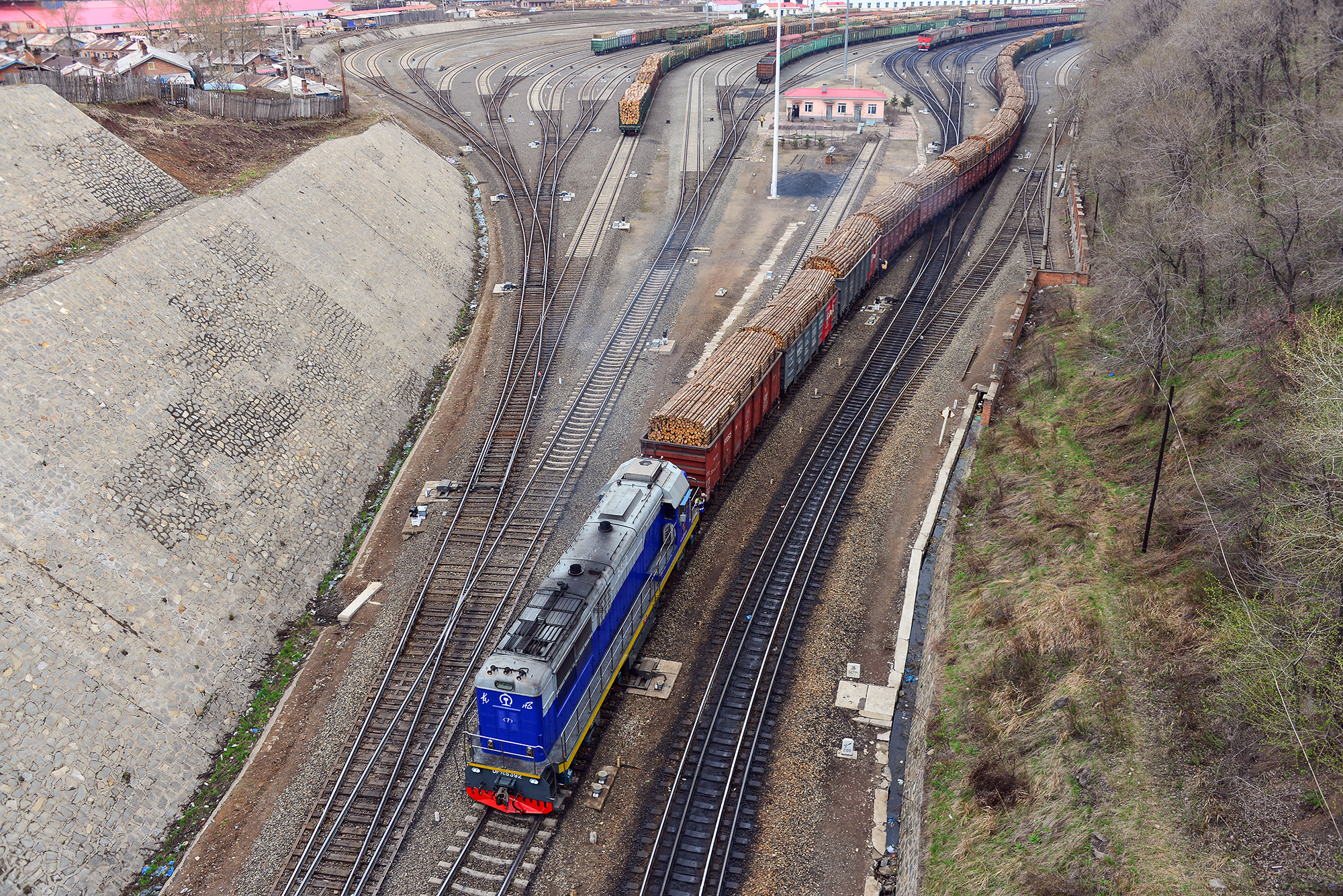
中俄边境绥芬河站内的骑马线
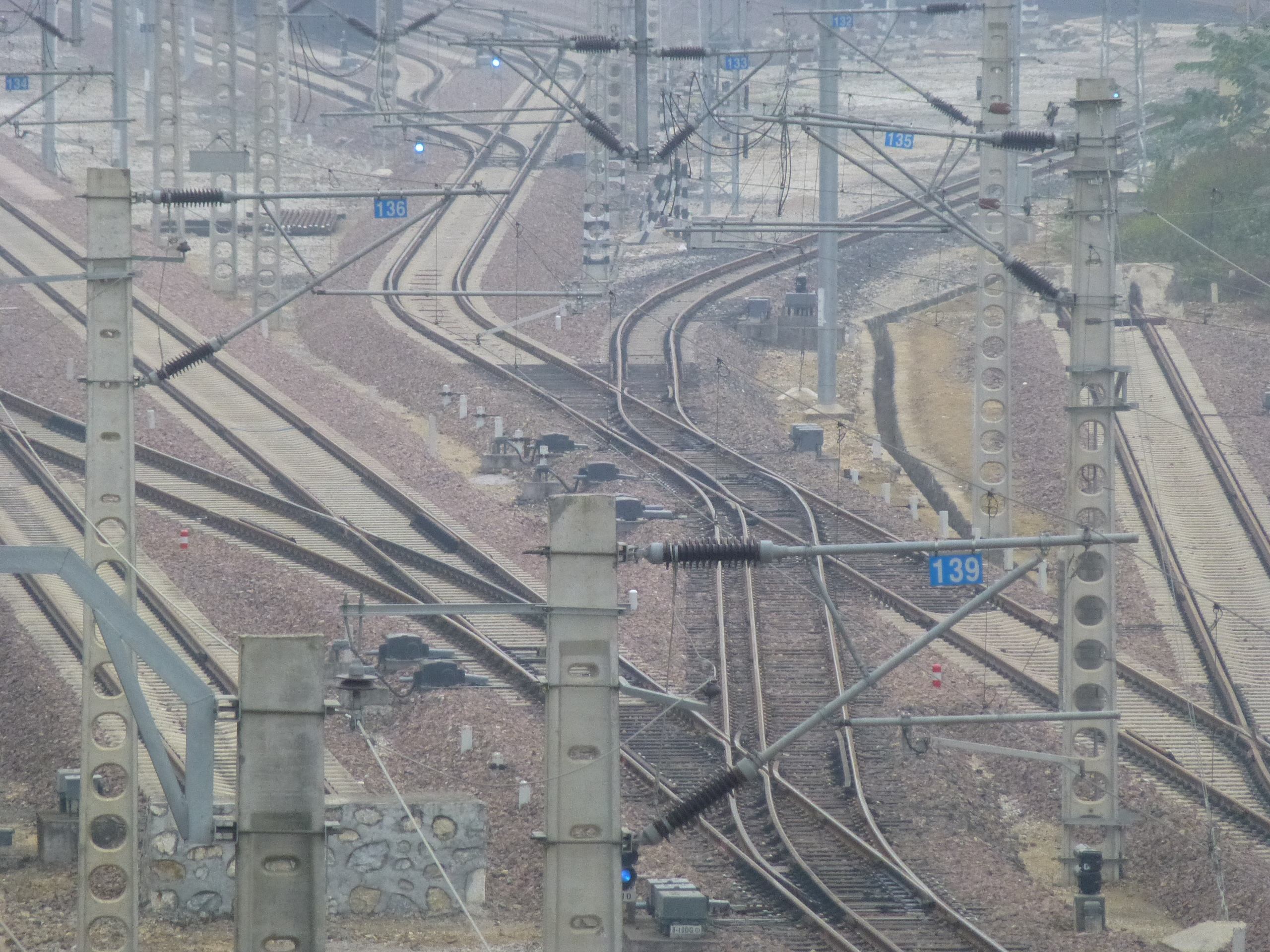
中越边境河口北站的骑马线
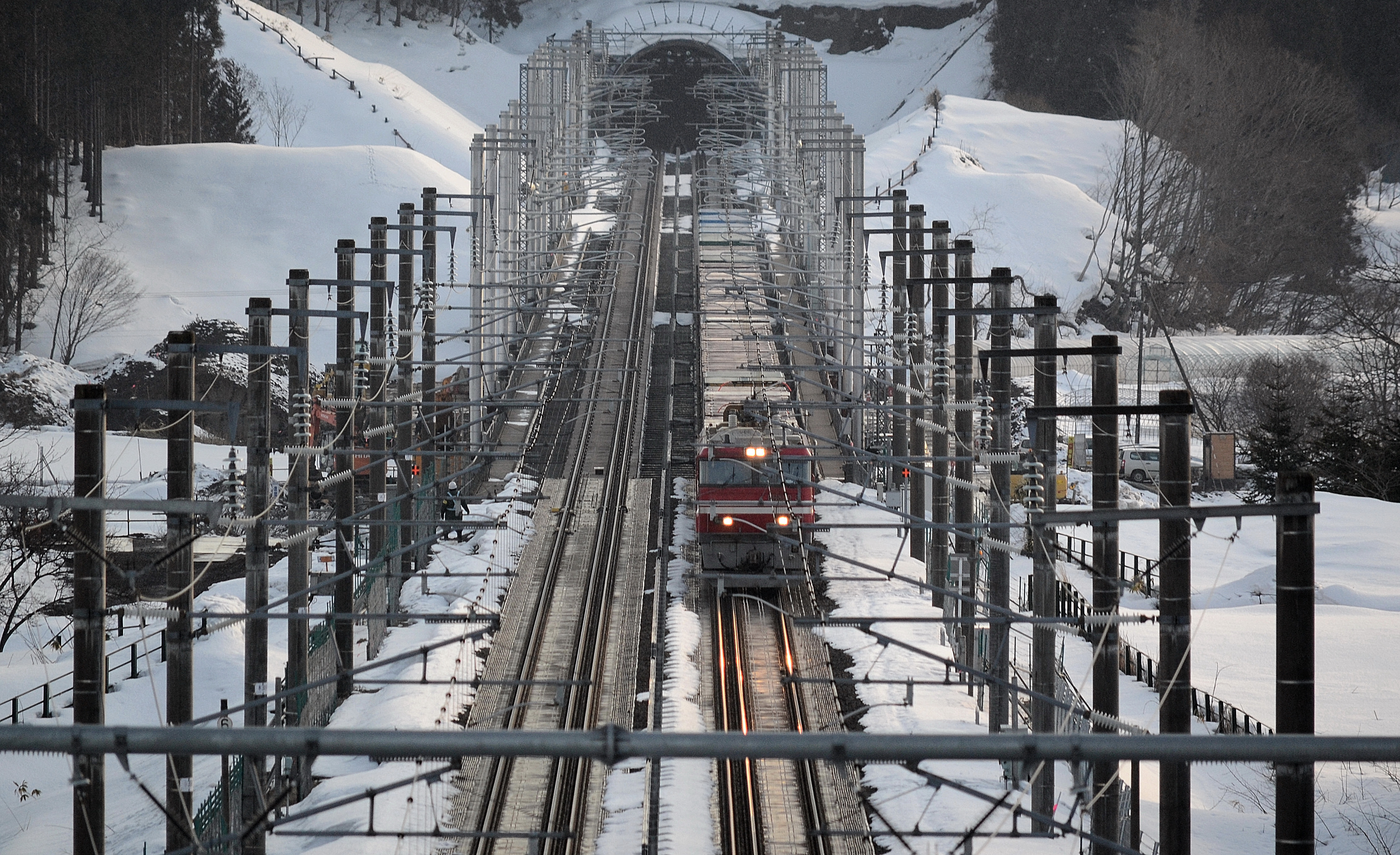
日本青函隧道口的骑马线（新幹線的1435mm的標準軌與在來線的1067mm的窄軌）
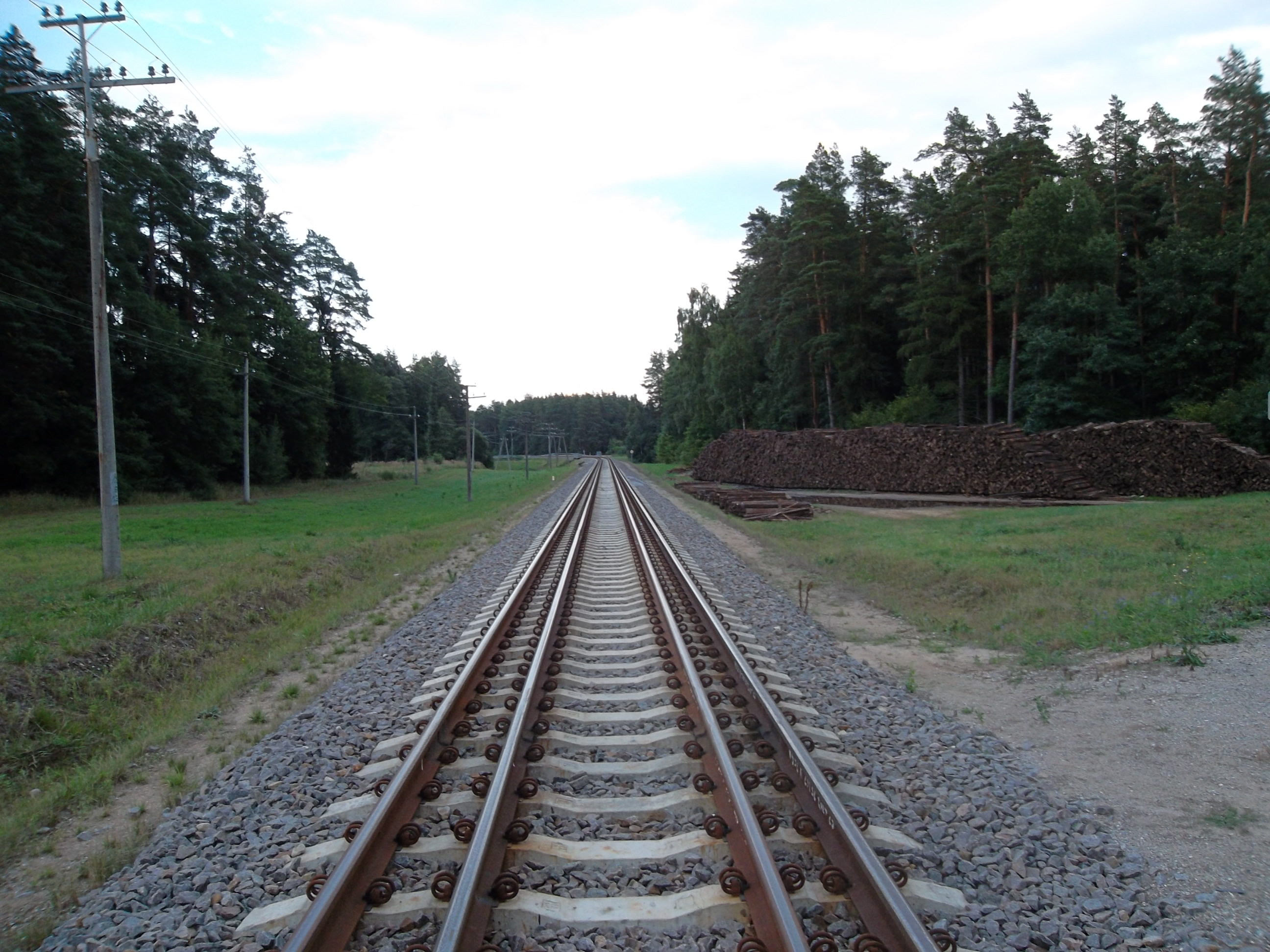
立陶宛境内的混合軌距线路
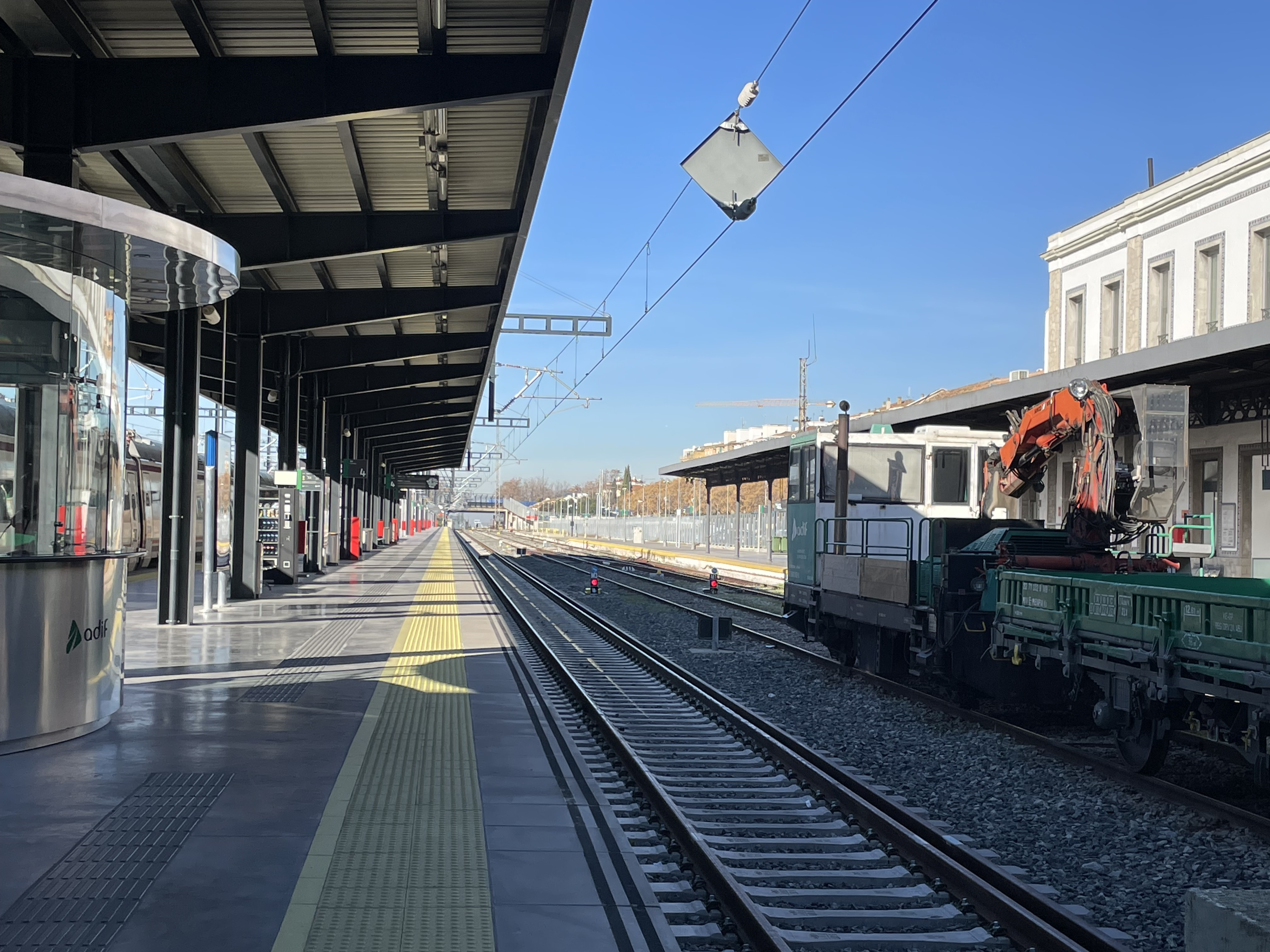
西班牙铁路安特克拉－格拉納達高速鐵路
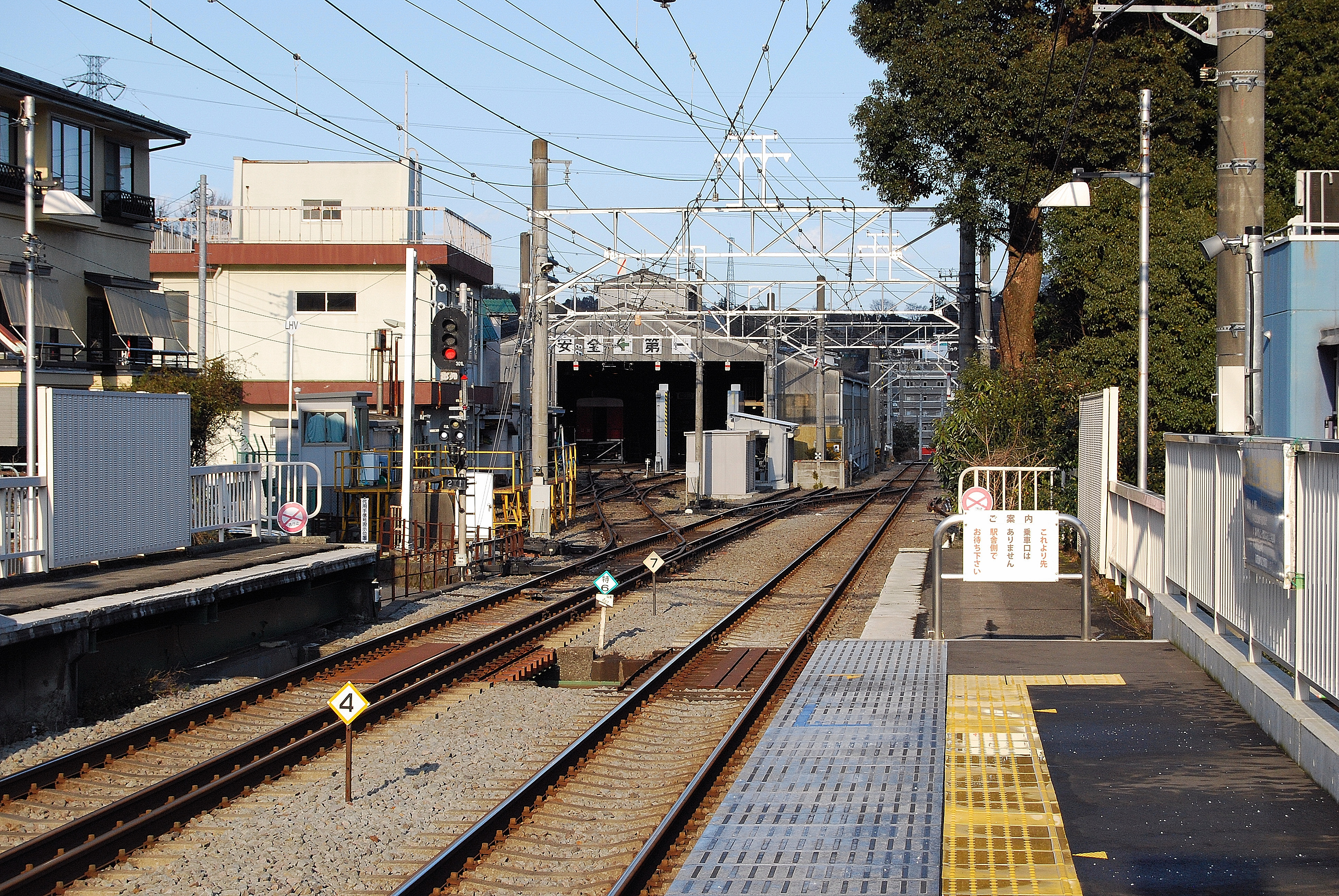
箱根登山鐵道於入生田站的騎馬線（箱根登山鐵道的1435mm的標準軌與小田急的1067mm的窄軌）標準軌路軌通往入生田驗車區（日语：箱根登山鉄道入生田検車区）
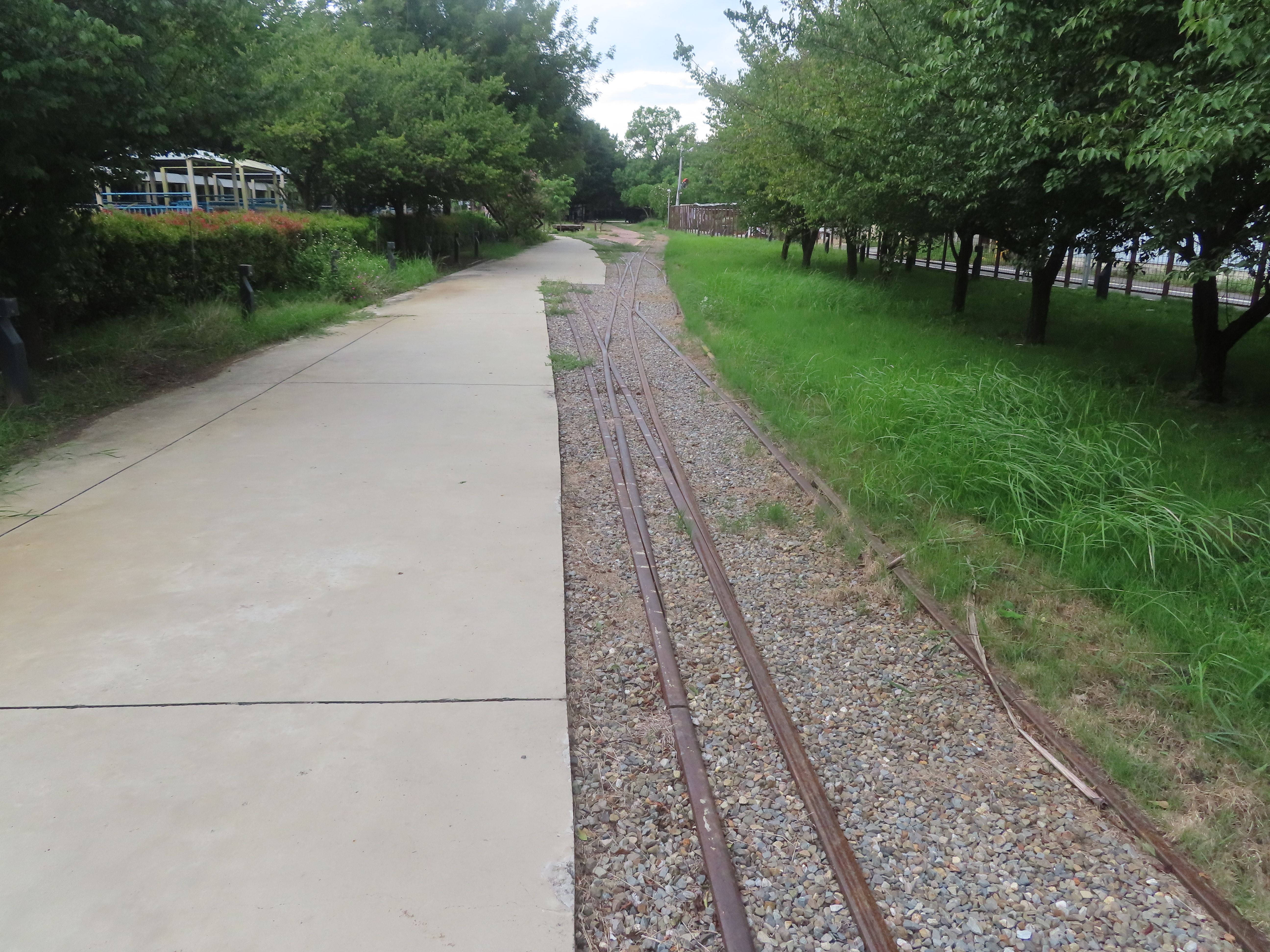
台灣溪湖糖廠內1067mm與762mm線路，是該糖廠仍在運作期間做為聯絡至台鐵員林站的殘留